# کامین پومورسکی
کامین پومورسکی (لهستانی: Kamień Pomorski؛ ‏تلفظ لهستانی: [ˈkamjɛɳ pɔˈmɔrskʲi]) شهری کوچک با چشمه‌های آب‌معدنی در استان پومرانی غربی است که در کنار دریای بالتیک در شمال غربی لهستان واقع شده‌است. مطابق آمار سال ۲۰۱۵، این شهر ۸٬۹۲۱ جمعیت داشت.